# Contea di Bradley (Tennessee)
La contea di Bradley in inglese Bradley County è una contea dello Stato del Tennessee, negli Stati Uniti. La popolazione al censimento del 2000 era di 87 965 abitanti. Il capoluogo di contea è Cleveland.